# Toulépleu (underprefektur)
Toulépleu är en underprefektur i Elfenbenskusten. Den ligger i departementet med samma namn, i den sydvästra delen av landet, 300 km väster om huvudstaden Yamoussoukro.